# Загорка Стојановић
Загорка Стојановић (Београд, 7. јул 1939 — Ракари, 17. октобар 2024) била је српска уметница. Била је активна као сликарка, таписеристкиња, костимографкиња, сценографкиња, илустраторка и модна креаторка. Од свега чиме се бавила највише је волела ткање таписерија и одевних предмета, па је Загорка често за себе говорила да је „ткаља која је завршила академију за примењене уметности“. Била је чланица УЛУПУДС-а и Удружења филмских радника. Излагала је на преко шездесет колективних и преко тридесет самосталних изложби у земљи и иностранству.

## Живот и каријера
Загорка Стојановић је рођена 7. јула 1939. године у Београду од оца Светомира и мајке Љубинке. Основну и средњу школу похађала је у Чачку, Крагујевцу и Београду. Дипломирала је 1964. године у Београду на Академији примењених уметности, Одсек за текстил, у класи професора Драгутина Митриновића.
Загорка Стојановић се једно време усавршавала на студијским путовањима у Италији и Пољској, где је учествовала на многобројним изложбама које су представљале Југославију и Србију у свету.
Од 1982. до 1991. године Загорка је живела и стварала у Загребу, где је на позив Фадила Хаџића радила у кабареу „Јазавац“, као костимографкиња. Једно време у Загребу је била и председница тамошње Текстилне секције. Након избијања сукоба деведесетих година 20. века, на простору Хрватске, Загорка се вратила, на нови почетак, у свој родни Београд и уметничку радионицу у Ракарима, и ту наставила свој живот и даљи рад као самостална уметница.
Загорка Стојановић је радила и као костимографкиња у многим позориштима у Југославији, Румунији и Француској, док је костимом, а често и решењима комплетне сценографије у текстилу, опремила више од стотину позоришних представа. Радила је и као костимографкиња за многобројне филмове, телевизијске серије, шоу програме, телевизијске преносе заједничких прослава и друго.
Загорка је основала Ткачки двор где је своје креације стварала у самоћи сеоске куће у Ракарима, где је живела или, како је говорила, "играла".
| „ | Изабрала сам да будем сама - каже уметница - то је мени значајно јер сама могу да се изборим свиме. Мада ја немам потребу више да се борим. Нешто, ако је некада било борба, мој живот је сада постао игра. | ” |

Живела је и стварала у Београду и у Ракарима. Добитница је националне пензије Републике Србије.
Њена рођена сестра била је Милка Стојановић, позната српска оперска певачица (сопран).

## Уметнички рад
Загорка Стојановић била је таписеристкиња, костимографкиња, сценографкиња, илустраторка, модна креаторка, „ткаља која је завршила Академију за примењену уметност”, како је она то често за себе волела да каже.
У ликовни живот Србије Загорка Стојановић се укључила брло рано, још као студенткиња на Академији примењених уметности у Београду. Истраживањем граница могућности, пре свега у сликарској техници таписерија, Загорка је остварила врхунац у „скулптурама“ изведеним ткањем, „чија апстрактна фигурација готово да губи додир са старим занатом“.
Последњих година, Загорка Стојановић је као ткаља неговала сасвим нов израз у својим креацијама - иконоткање. Њен нови уметнички израз заснован је на канонски готово веродостојно истканим иконама, по византијском кључу, које дословно цитирају и прате ток Загоркине изворне идеје. Полиптих „Деисис“, пет икона-тканица, из тог Загоркиног ликовног опуса, награђен је Гран пријем у уметничкој колонији „Милешева 93“, да би следећих година био изложен и на изложбама у Њујорку и Паризу.
Уметнички занат ткања, Загорка је учила по сеоским насељима Србије, од старих ткаља које су јој откриле неизмерне могућности ткања, које је она надоградила и усавршила. Захваљујући тим сазнањима, и личним вештинама, Загорка је своје тканице-таписерије довела до савршенства. Њима је украсила огромне просторе модерне архитектуре, чији зидови од хладног материјала, бетона, челика, стакла, сада оплемењују таписерије ове познате српске ткаље-таписеристкиње. Загоркине таписерије и иконоткања, са златним нитима и Ахтирском Богородицом, стигле су до приватних збирки и музеја, Америке и Јужне Африке.
Загорка Стојановић је своја ткачка и уметничка знања несебично преносила бројним ткаљама, костимографкињама и таписеристкињама на бројним курсевима, летњим школама и радионицама широм Србије, у нади да ће „та наша традиција изаћи из оквира архивске грађе етнологије“.  Загорка је о тим својим настојањима рекла:
| „ | Преузимам лепоту духа безимених ткаље. Моја највећа љубав је ткање. Данас се ткани предмети се све више гледају, посматрају, али ретко ко тка. Зато је ткање као земљопис народне душе, вештина која полако изумире. Све ткаље ткају на истој нити јер је реч о древној вештини. Када ткам осећам се између неба и земље. Ткање представља унутрашње записе традиције у пуној верности...коју сам је учила и од старих ткаља по селима Србије. | ” |

Била је гостујућа професорка у Букурешту, Загребу и Познању.

## Самосталне изложбе
| Година | У земљи                                                                                                 | Година | У иностранству                                                  |
| ------ | --- | ------ | --------------------------------------------------------------- |
| 2015.  | Мандорла Једне Иконе - изложба таписерија, Културни центар Нови Пазар                                   |        |                                                                 |
| 2015.  | Мандорла једне иконе, Галерија „Чедомир Крстић“, Пирот                                                  |        |                                                                 |
| 2014.  | Мандорла једне иконе, Народни музеј Ваљево                                                              |        |                                                                 |
| 2013.  | Мандорла једне иконе, Галерија „Србија“, Ниш                                                            |        |                                                                 |
| 2013.  | Мандорла једне иконе, Галерија Дома Војске Србије, Београд                                              |        |                                                                 |
| 2012.  | Мандорла једне иконе, Галерија таписерија „Бошко Петровић“, Петроварадин                                |        |                                                                 |
| 2009.  | Моја рукотворства, Музеј у Пријепољу                                                                    |        |                                                                 |
| 2009.  | Моја рукотворства, Народни музеј у Чачку                                                                |        |                                                                 |
| 2009.  | Дарови радости - колажи, Београд галерија Прогрес                                                       |        |                                                                 |
| 2008.  | Моја рукотворства, Модерна галерија Лазаревац                                                           |        |                                                                 |
| 2008.  | Дарови радости - колажи, Музеј на отвореном Старо Село Сирогојно                                        |        |                                                                 |
| 2006.  | Крстови, Галерија Салаш, Београд                                                                        |        |                                                                 |
| 2001.  | Артракти, Београд                                                                                       |        |                                                                 |
| 2000   | Рас предање, Београд                                                                                    | 2000.  | Таписерије, Букурешт                                            |
| 1966.  | Таписерије, Мионица Таписерије, Сирогојно Таписерије, Никшић Таписерије, Ужице Таписерије, Лесковац     |        |                                                                 |
|        | | 1995.  | Таписерије - Иконоткање, Париз                                  |
|        | | 1994.  | Таписерије - Иконоткање, Њујорк                                 |
| 1990.  | Ткачнице, Београд Колажи, Београд Ломљене шаренице, Нови Пазар Ткања објекти, Београд, Ниш, Аранђеловац |        |                                                                 |
|        | | 1989.  | Костимографија и макете, Загреб Колажи, Загреб Ткачнице, Загреб |
|        | | 1988.  | Ткања објекти Загреб, Бања Лука Ткања објекти Лођ (Пољска)      |
| 1979.  | Таписерије, Нови Пазар, Рашка                                                                           |        |                                                                 |
| 1978.  | Таписерије, Нови Београд, Петровац на Млави                                                             | 1978.  | Таписерије Лођ, Конин (Пољска)                                  |
| 1977.  | Таписерије, Јагодина, Рековац, Уздин                                                                    |        |                                                                 |
| 1975   | Таписерије, Београд                                                                                     |        |                                                                 |
|        | | 1974.  | Таписерије, Скопље                                              |
| 1965.  | Цртежи, Београд                                                                                         |        |                                                                 |

## Учешће на изложбама и ликовним колонијама
Загорка Стојановић је учествовала на шездесетак колективних изложби као што су Октобарски салон, Мајски салон, Међународно тријенале таписерије у Лођу (Пољска) 1978. и 1981. итд.

## Награде и признања
- 2016. Вукова награда
- 2012. Годишња награда „Атаљеа 61“ за таписерију
- 2009. Награда за костим на другом фестивалу позоришта у Брчком
- 2000. Награда за животно дело УЛУПУДС-а
- 1988. Годишња награда УЛУПУДС-а
- 1998. Златна значка КПЗ
- 1994. Награда „Бели анђео“ - Милешева
- 1991. Награде за костимографију на позоришним сусретима „Јоаким Вујић“
- 1988. Награде за костимографију на Данима сатире Загреба
- 1981. Награде на изложби „Таписерија Београд“
- 1978. Дипломе за таписерију на Мајском салону, Београд
- 1975. Откупне награде за таписерију на Октобарском салону, Београд
- 1975. Годишње награде УЛУПУДС-а
- 1962. Награда за текстил на Сајму моде у Београду